# Aglais strandi
Aglais strandi är en fjärilsart som beskrevs av Ruggero Verity 1936. Aglais strandi ingår i släktet Aglais och familjen praktfjärilar. Inga underarter finns listade i Catalogue of Life.